# Paweł Storożyński
Paweł Storożyński, né le 24 mars 1979, à Łódź, en Pologne, est un ancien joueur de basket-ball franco-polonais. Il évolue au poste d'ailier fort.